# Distretto di Dustlik
Il distretto di Dustlik (usbeco Do`stlik) è uno dei 12 distretti della Regione di Djizak, in Uzbekistan. Il capoluogo è Dustlik.